# Elasmus minor
Elasmus minor är en stekelart som beskrevs av Girault 1912. Elasmus minor ingår i släktet Elasmus och familjen finglanssteklar. Inga underarter finns listade i Catalogue of Life.